# Larry the Cable Guy
Daniel Lawrence Whitney (født 17. februar 1963) er en amerikansk komiker, skuespiller, producer og sanger. Han er bedst kendt som Larry the Cable Guy.

## Diskografi
| Titel                                                            | Albumdetaljer                                                        | Højeste hitlisteplacering | Højeste hitlisteplacering | Højeste hitlisteplacering | Certificeringer |
| Titel                                                            | Albumdetaljer                                                        | US                        | US Country                | US Comedy                 | Certificeringer |
| ---------------------------------------------------------------- | -------------------------------------------------------------------- | ------------------------- | ------------------------- | ------------------------- | --------------- |
| Law and Disorder                                                 | - Release date: 1995 - Label: Self-released                          | —                         | —                         | —                         |                 |
| Salutations and Flatulations                                     | - Release date: 1997 - Label: DJT Records                            | —                         | —                         | —                         |                 |
| Lord, I Apologize                                                | - Release date: October 30, 2001 - Label: Hip-O Records              | —                         | 53                        | 1                         | - US: Gold      |
| A Very Larry Christmas                                           | - Release date: November 16, 2004 - Label: Warner Bros. Records      | 43                        | 8                         | 1                         | - US: Platinum  |
| The Right to Bare Arms                                           | - Release date: March 29, 2005 - Label: Warner Bros. Records         | 7                         | 1                         | 1                         | - US: Platinum  |
| Morning Constitutions                                            | - Release date: April 3, 2007 - Label: Warner Bros. Records          | 16                        | 5                         | 1                         |                 |
| Christmastime in Larryland                                       | - Release date: October 3, 2007 - Label: Warner Bros. Records        | 42                        | 12                        | 1                         |                 |
| Tailgate Party                                                   | - Release date: September 22, 2009 - Label: Warner Bros. Records     | 71                        | 19                        | 1                         |                 |
| The Best of Larry the Cable Guy                                  | - Release date: November 16, 2010 - Label: Warner Bros. Records      |                           | 72                        | 4                         |                 |
| Them Idiots: Whirled Tour (with Bill Engvall and Jeff Foxworthy) | - Release date: March 13, 2012 - Label: Warner Music Nashville       |                           | 45                        | 1                         |                 |
| We've Been Thinking (with Jeff Foxworthy)                        | - Release date: September 29, 2017 - Label: Comedy Dynamics, Netflix | —                         | —                         | —                         |                 |
| "—" denotes releases that did not chart                          |                                                                      |                           |                           |                           |                 |

- A Box set consisting of The Right to Bare Arms, Christmastime in Larryland, and Morning Constitutions.

## Filmografi

### Film
| År   | Titel                                                       | Rolle                | Noter             |
| ---- | ----------------------------------------------------------- | -------------------- | ----------------- |
| 2003 | Blue Collar Comedy Tour: The Movie                          | Larry                | Documentary       |
| 2004 | Larry the Cable Guy: Git-R-Done                             | Larry                | TV movie          |
| 2004 | Blue Collar Comedy Tour Rides Again                         | Larry                | TV documentary    |
| 2006 | Larry the Cable Guy: Health Inspector                       | Larry                |                   |
| 2006 | Biler                                                       | Bumler               | Stemme            |
| 2006 | Mater and the Ghostlight                                    | Bumler               | Voice; short film |
| 2006 | Blue Collar Comedy Tour: One for the Road                   | Larry                | TV movie          |
| 2007 | Delta Farce                                                 | Larry                |                   |
| 2008 | Witless Protection                                          | Deputy Larry Stalder |                   |
| 2009 | The Comedy Central Roast of Larry the Cable Guy             | Himself              |                   |
| 2009 | Larry the Cable Guy's Hula-Palooza Christmas Luau           | Himself              | TV movie          |
| 2010 | Larry the Cable Guy: Tailgate Party                         | Himself              | TV movie          |
| 2011 | Biler 2                                                     | Bumle                | Stemme            |
| 2012 | Them Idiots: Whirled Tour                                   | Himself              |                   |
| 2012 | Tooth Fairy 2                                               | Larry Guthrie        |                   |
| 2013 | A Madea Christmas                                           | Buddy                |                   |
| 2014 | Jingle All the Way 2                                        | Larry Phillips       | Direct-to-video   |
| 2014 | CMT Artists of the Year                                     | Host                 |                   |
| 2016 | Jeff Foxworthy and Larry the Cable Guy: We've Been Thinking | Sig selv             | Documentary       |
| 2017 | Biler 3                                                     | Bumle                | Stemme            |
| 2020 | Remain Seated                                               | Sig selv             | Stand-up special  |

### Tv
| År        | Titel                                    | Rolle                | Noter                                |
| --------- | ---------------------------------------- | -------------------- | ------------------------------------ |
| 2004–2006 | Blue Collar TV                           | Cast member          |                                      |
| 2008–2012 | Cars Toons: Mater's Tall Tales           | Mater                | Voice; 11 short films                |
| 2009      | Are You Smarter Than a 5th Grader?       | Himself              | Episode: "3.13"                      |
| 2011–2013 | Only in America with Larry the Cable Guy | Host                 |                                      |
| 2013      | Bounty Hunters                           | Larry                |                                      |
| 2013–2014 | Cars Toons: Tales From Radiator Springs  | Mater                | Voice; 2 short films                 |
| 2020      | Cruisin' With the Huskers                | Host                 |                                      |
| 2021      | The Masked Singer                        | Baby                 | Eliminated in fourth episode         |
| 2021      | Yellowstone                              | Officer (Uncredited) | Season 4 Episode 1 'Half the Money'  |
| 2022      | Cars On The Road                         | Mater                | Voice; Disney+ Original Short Series |

| År        | Titel                                                     | Noter                 |
| --------- | --------------------------------------------------------- | --------------------- |
| 2007      | Larry the Cable Guy: Morning Constitutions                | TV movie              |
| 2007      | Larry the Cable Guy's Christmas Spectacular               | TV movie              |
| 2008      | Larry the Cable Guy's Star-Studded Christmas Extravaganza | TV special            |
| 2009      | The Comedy Central Roast of Larry the Cable Guy           | TV documentary        |
| 2009      | Larry the Cable Guy's Hula-Palooza Christmas Luau         | TV movie              |
| 2010      | Larry the Cable Guy: Tailgate Party                       | TV movie              |
| 2013      | Bounty Hunters                                            | TV series; 8 episodes |
| 2011–2013 | Only in America with Larry the Cable Guy                  | 50 episodes           |
| 2016      | Jeff Foxworthy & Larry the Cable Guy: We've Been Thinking | TV documentary        |

### Computerspil
| År        | Titel                                 | Rolle |
| --------- | ------------------------------------- | ----- |
| 2006      | Cars                                  | Mater |
| 2006      | Cars: Radiator Springs Adventures     | Mater |
| 2007      | Cars Mater-National Championship      | Mater |
| 2009      | Cars Race-O-Rama                      | Mater |
| 2010      | Cars Toon: Mater's Tall Tales         | Mater |
| 2010–2012 | The World of Cars Online              | Mater |
| 2011      | Cars 2                                | Mater |
| 2012      | Kinect Rush: A Disney-Pixar Adventure | Mater |
| 2013      | Disney Infinity                       | Mater |
| 2014      | Cars: Fast as Lightning               | Mater |
| 2014      | Disney Infinity: Marvel Super Heroes  | Mater |
| 2015      | Disney Infinity 3.0                   | Mater |

### Forlystelsespark-attraktioner
| År           | Titel                              | Rolle |
| ------------ | ---------------------------------- | ----- |
| 2012–nu      | Radiator Springs Racers            | Mater |
| 2012–nu      | Mater's Junkyard Jamboree          | Mater |
| 2019–present | Lightning McQueen's Racing Academy | Mater |